# 大成設備
大成設備株式会社（たいせいせつび、英語: TAISEI SETSUBI CO.,LTD）は、東京都新宿区西新宿に本社を置く、大成建設グループの建設会社・設備工事会社である。

## 概要
1965年（昭和40年）に「大幸設備工事株式会社」として設立された。1968年（昭和43年）に現在の社名に変更した。空調・給排水・衛生・電気設備工事、リニューアル工事・店舗内装工事などを行う。

## 沿革
- 1965年4月 - 大成建設株式会社の子会社大幸設備工事株式会社として千代田区平河町に設立。
- 1968年2月 - 社名を大成設備株式会社に変更。